# Seljačka buna (1975.)
Seljačka buna, hrvatski dugometražni film iz 1975. godine redatelja i scenarista Vatroslava Mimice, sa sudjelovanjem niza renomiranih glumaca.
Film se temelji na povijesnim činjenicama i istoimenom romanu  Augusta Šenoe. Radnja se odvija početkom 1573. godine na prostorima Hrvatskog zagorja i u Zagrebu, u burnim vremenima 16. stoljeća, kada Hrvatskoj prijeti neposredna turska opasnost, kada kmetovi žive bijedno, postajući sve siromašniji, a pojedini feudalci se odnose prema njima krajnje bahato i nasilno. Nezadovoljstvo i otpor kmetova postaju sve veći, te kulminiraju oružanom bunom pod vodstvom Gubec-bega. 
Nastao na bazi stvarnih događaja, čiji rasplet završava tragično, porazom kmetske vojske i pogubljenjem Gubec-bega, film na nekonvencionalan i osebujan način prikazuje njihov slijed, upotrebljavajući narativnu strukturu i nudeći bogatu fabulu s pomnom razradom scena i glavnih likova, te mnoštvo epizoda i detalja.
Kroz povijesnu osnovu u filmu se neprestano provlači inspirativan i uočljiv utjecaj kolosalnih „Balada Petrice Kerempuha“  Miroslava Krleže. Zapravo se kao fine crvene niti kroz cijelo vrijeme trajanja filma isprepliću elementi sočnog krležijanskog buntovskog kajkavskog izričaja, hieronymusboschovskih alegorijskih  nadrealističnih scena i prizora, te brechtovskog dedramatizacijskog pristupa radnji. Tako je nastao jedan slojeviti ep, pun sugestivnog teksta, snažnih slika, maštovite ikonografije, ironije, metafora i trpkog humora, s glavnim junacima koji su u stvari prototipovi antijunaka, nenametnuti i nepretenciozni, neusiljeni i prirodni, nastali iz krajnje nužde, ali su svojom vizijom postali simboli otpora potlačenih. 
Film je ovjenčan priznanjima na pulskom, canneskom i saopaulskom filmskom festivalu, te nizom odličnih recenzija. U Puli mu je 1976. godine pripala Velika brončana arena, a Zlatnim arenama su istodobno nagrađene izvrsne kamera Branka Blažine i glazba Alfija Kabilja. 
Zbog političke konotacije, a i okruženja u kojem je film nastao, ali i kao rezultat ambicija njegova redatelja, uvjerenog marksista i komunista, Seljačka buna je bila izložena različitim kritičkim pogledima, ali je neosporno ona umjetničko ostvarenje visoke vrijednosti, jedan od onih filmova koji spadaju u red najboljih djela u povijesti hrvatske kinematografije uopće.

## Vanjske poveznice
- Dio filma s napadom buntovnih kmetova na dvorac Franje Tahija (video)  Arhivirana inačica izvorne stranice od 12. prosinca 2009. (Wayback Machine)
- Seljačka buna 1573 – izvrsno filmsko ostvarenja jednog od najboljih hrvatskih redatelja
- Mimičino ogledanje u žanru povijesnog filma